# Bương hoa lớn
Bương hoa lớn, tên khoa học Dendrocalamus pachystachys, là một loài thực vật có hoa trong họ Hòa thảo. Loài này được J.R. Xue & D.Z. Li mô tả khoa học đầu tiên năm 1989.